# MIT Media Lab
MIT Media Lab — міждисциплінарна дослідницька лабораторія Массачусетського технологічного інституту (англ. MIT), що займається проєктами, спрямованими на зближення технологій, мультимедіа, науки, мистецтва і дизайну.
Була заснована професором Массачусетського технологічного інституту Ніколасом Негропонте і колишнім президентом Массачусетського технологічного інституту Джером Візнером в 1985 році.

## Відомі продукти
- Скретч (англ. Scratch) — середовище програмування та інтерпретована об'єктноорієнтована динамічна мова програмування, що дозволяє дітям створювати власні анімовані та інтерактивні ігри і розроблена для навчання дітей основам програмування. Програми в Скретч не пишуть, а збирають за допомогою мишки з готових блоків-команд, схожих на блоки конструктора Лего.